# Ayvens
A Ayvens (anteriormente ALD Automotive ) é uma empresa francesa de gestão de frotas e leasing operacional de veículos e uma subsidiária majoritária da Société Générale .  A empresa atua internacionalmente e administra cerca de 3,42 milhões de veículos.  Com presença direta em 42 países e com as 3 primeiras posições em 26 países, a ALD Automotive está classificada em 3º lugar no mundo e em 1º na Europa em número de contratos sob gestão e excluindo OEM cativos em 31 de dezembro de 2017, com cerca de 1,5 milhão de contratos de leasing de veículos de serviço completo e serviços de gestão de frotas.
A empresa também vende veículos de frotas de leasing para profissionais por meio de sua plataforma Ayvens Carmarket (antigo ALD Carmarket), um sistema totalmente digital para vendas de carros usados.  (Veja também Ayvens Carmarket).
Em 2015, a ALD Automotive começou a alugar bicicletas elétricas nos Países Baixos,  como parte de um programa de experimentação de mobilidade inovadora no mercado holandês. 
Em 16 de junho de 2017, a empresa foi listada na bolsa de valores Euronext de Paris. 
Em 6 de janeiro de 2022, a empresa anunciou sua intenção de adquirir sua concorrente sediada na Holanda, a LeasePlan, por 4,9 bilhões de euros.  A operação deverá ser concluída no segundo trimestre de 2023 e verá a participação acionária da Société Générale diminuir para 53% da entidade combinada, ante 79,8% em 10-07-2017.
Em outubro de 2023, a empresa mudou o nome para Ayvens após fusão da ALD Automotive e LeasePlan. 

## Ayvens Carmarket
Ayvens Carmarket é a plataforma digital da Ayvens dedicada à venda de veículos usados provenientes de frotas corporativas. O sistema permite que profissionais do setor automotivo comprem veículos inteiramente online, por meio de diferentes formatos de venda online.
Segundo a empresa, mais de um milhão de veículos já foram vendidos online por meio da plataforma. 
A plataforma fornece relatórios de inspeção detalhados, históricos completos de manutenção e informações sobre a avaliação do veículo. O acesso é concedido após cadastro gratuito e validação de credenciais, permitindo que compradores profissionais naveguem pelo inventário global tanto pelo site quanto pelo aplicativo móvel. 

Locais onde a ALD Automotive está presente

## Aquisições
- Bright Lease [11]
- Munsterhuis Lease [12]
- Carfree [13]
- MKB-Euroleasing Autopark [14]
- SternLease [15]